# アル・ハムラ・タワー
アル・ハムラ・タワー(Al Hamra Tower)は、クウェートの首都・クウェートシティにある超高層ビル。2011年に竣工。

## 概要
高さは412.6m、77階建ての超高層ビル。2012年現在、クウェート国内で最も高層のビルである。
2005年から建設工事が続いている「スクエア・キャピタル・タワー」(350.5m、63階建て、現在建設凍結中)などを抜いて、クウェート市で最も高い超高層ビルとなった。80階のうち、オフィスが70階分以上を占め、最上階にはレストランやスパが出来る。5階建てのショッピングセンターや11階建ての立体駐車場と繋がる計画で、ショッピングセンターにはIMAXシアターや10の映画館も入居する。
設計はアメリカの設計事務所のスキッドモア・オーウィングズ・アンド・メリル。